# G2 (mathématiques)
Pour les articles homonymes, voir G2.
 (février 2023).
Si vous disposez d'ouvrages ou d'articles de référence ou si vous connaissez des sites web de qualité traitant du thème abordé ici, merci de compléter l'article en donnant les références utiles à sa vérifiabilité et en les liant à la section « Notes et références ».

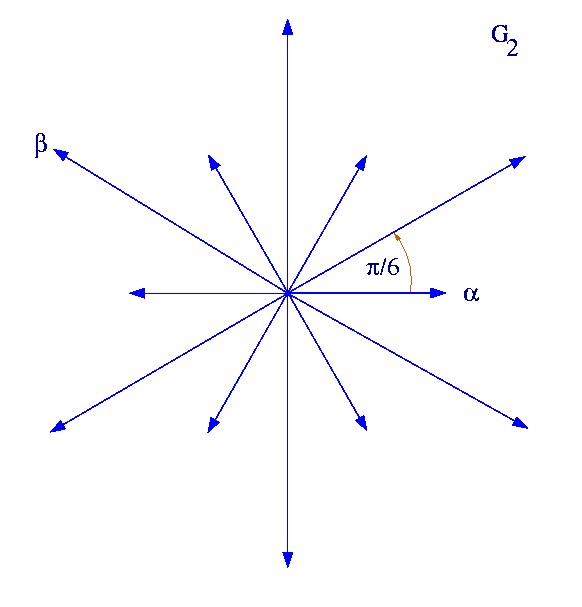
Système de racines G2.

En mathématiques, G2 est le plus petit des groupes de Lie complexes de type exceptionnel. Son algèbre de Lie est notée {\displaystyle {\mathfrak {g}}_{2}}. G2 est de rang 2 et de dimension 14. Sa forme compacte est simplement connexe, et sa forme déployée a un groupe fondamental d'ordre 2. Son groupe d'automorphismes est le groupe trivial. Sa représentation fondamentale est de dimension 7.
La forme compacte de G2 peut être décrite comme le groupe d'automorphismes de l'algèbre octonionique.

## Algèbre

### Racines de G2
(1,−1,0),(−1,1,0)
(1,0,−1),(−1,0,1)
(0,1,−1),(0,−1,1)
(2,−1,−1),(−2,1,1)
(1,−2,1),(−1,2,−1)
(1,1,-2),(−1,−1,2)
Racines simples : 
(0,1,−1), (1,−2,1)

### Matrice de Cartan
{\displaystyle {\begin{pmatrix}2&-3\\-1&2\end{pmatrix}}}